# Nikon D7500
Die D7500 ist eine digitale Spiegelreflexkamera von Nikon. Sie wurde im Juni 2017 in den Markt eingeführt.

## Technische Merkmale
Der Bildsensor im DX-Format, der auch im APS-C-Spitzenmodell D500 verbaut ist, erlaubt Aufnahmen mit maximal 5568 × 3712 Pixeln. Ebenfalls von der D500 übernimmt die D7500 den Expeed-5-Prozessor sowie den RGB-Belichtungsmesssensor mit circa 180.000 Pixel. Andere Merkmale der D500 sowie der Vorgängermodelle in der D7xxx-Serie wie etwa ein zweites SD-Karten-Fach, die AI-Blendenkupplung für ältere manuelle Objektive und eine Anschlussstelle für einen Batteriegriff wurden hingegen entfernt. Die Serienbildgeschwindigkeit von acht Bildern pro Sekunde wurde im Vergleich zum Vorgänger D7200 mit sechs Bildern pro Sekunde verbessert.
Der Belichtungsindex der Kamera ist standardmäßig von ISO 100 bis 51.200 einstellbar und bis ISO 1.640.000 erweiterbar. Die Kamera besitzt eine lichterbetonte Belichtungsmessung.
Ferner besitzt sie die Funkschnittstellen Bluetooth und WLAN.
In der ursprüngliche Firmwareversion 1.01 war die Verwendung des WLAN ausschließlich auf Nikons SnapBridge-App beschränkt, dies galt ebenso für die D500, D850 und D5600. Nach einem vom Fotografen Gunther Wegner initiierten offenen Brief an Nikon wurde diese Beschränkung mit dem Firmwareupdate auf die Version 1.10 im Mai 2019 aufgehoben und die WLAN-Konnektivität für Anwendungen von Drittanbietern geöffnet.

## Bewertung
Die Nikon D7500 wurde von Fotozeitschriften positiv aufgenommen. Die Autoren loben ihre umfassende technische Ausstattung, die Bedienung und Ergonomie sowie die Leistungsfähigkeit. Digitalkamera.de lobt den schnellen und flexiblen Autofokus, die leistungsfähige Serienbildfunktion und die aus der D500 bekannte gute Bildqualität bis ISO 3200, wohingegen das Rauschverhalten bei den höheren und höchsten ISO-Werten eher negativ bewertet wird. Das fotomagazin lobt ebenfalls die Ergonomie und den beweglichen Touchscreen, den schnellen Serienbildmodus und den 4K-Videomodus. Das Magazin platziert die Kamera auf gleicher Stufe wie die Nikon D500 und die Canon EOS 7D Mark II.